# سعير
سعير هي مدينة فلسطينية تقع في جنوب الضفة الغربية إلى الشمال الشرقي من مدينة الخليل وتتبع لمحافظة الخليل. يحدها من الشمال قضاء بيت لحم ومدينة بيت فجار ومخيم العروب وكوازيبا، ومن الجنوب بني نعيم، بينما يحدها من الشرق أراضي البرية الممتدة إلى عين جدي والبحر الميت ومن الغرب حلحول.

## الجغرافيا
تقع إلى الشمال الشرقي من الخليل، وتبعد عنها 8 كم، وترتفع 870م عن سطح البحر، تحيط بها عده جبال عالية منها (رأس طورة) في الشمال الذي يرتفع 1012 م عن سطح البحر. وتقع في موقع (صعير أو سيعور) بمعنى صغير في العربية الكنعانية، وفي عهد الرومان عرفت باسم (سيور) ويبدو أنها من (سار) بمعنى الصخر والشاهق. وقد قطعها الشارع الالتفافي رقم (60) عن مدينتي حلحول والخليل، وعانت المدينة طيلة فترة الانتفاضة من الإغلاق لجميع المنافذ التي تربط المدينة بالشارع الالتفافي حيث أغلقت بالسواتر الترابية والصخور والكتل الاسمنتية.
تبلغ مساحة أراضيها 92422 دونماً، وهي أرض غزيرة المياه تزرع فيها الخضار وتنتشر فيها أشجار الزيتون والعنب والتين وتحيط بأراضيها أراضي بيت فجار وبيت أمر وحلحول والخليل وبني نعيم والشيوخ وعرب الرشايده وعرب التعامرة

## التاريخ
في 21 مارس 2005، قرر رئيس الوزراء الفلسطيني أحمد قريع ضم الهيئات المحلية: مجلس قروي كويزبة وعرقان طراد، ومجلس قروي العديسة، ومجلس قروي الدوارة ولجنة مشاريع وادي الريم إلى مجلس بلدي سعير.

## السكان
قدر عدد سكانها عام 1922 (1477) نسمة، وفي عام 1945 (2710) نسمه، وبلغ عدد سكانها عام 1967 حوالي 3200 نسمة، وفي عام 1987 (8300) نسمه وفي عام 1996 (15000) نسمة وبلغ عام 2007 أكثر من (16000)نسمة.

## خرب
- بيت عينون :اسمها مشتق من بيت عينون وهي آلهة الحرب ومن أوصافها البارزة الحب والحرب[3] وعرفت بكرومها وزبيبها منذ القدم يرتفع عن سطح البحر 960م وتبلغ مساحة المنطقة المبنية فيها 225دونما وتحيط بالتجمع أراضى سعير وحلحول ومدينة الخليل
- العديسة :يقع تجمع العديسة شرق مدينة الخليل، ويبعد عن مدينة الخليل 9كم وتبلغ مساحة المنطقة المبنية فيه 27 دونما وتحيط به أراضي سعير ومدينة الخليل ويبلغ عدد المباني 264مبنى وعدد الوحدات السكنية 183 وحدة
- كوازيبا :إحدى الخرب التابعة لبلدة سعير و تبعد 2 كم عن مركز البلدة و تضم مواقع أثرية عديدة و يعمل اهلها بزراعة الخضروات والعنب والزيتون وتعتبر الزراعة المصدر الرئيسي للدخل فيها.
- الدوارة : تقع جنوب شرق سعير على بعد 3 كم من مركز البلدة .
- واد الريم : تقع شرق بلدة سعير على مشارف البرية .
- المنيا : تقع شمال شرق البلدة و يوجد فيها مجلس قروي .

## عيون الماء
- عين سعير / وسط البلدة
- عين بيت عينون / بيت عينون
- عين كويزبة/كويزبة
- عين الدلبة /واد العروب
- عين عبد الهادي عبد النبي/كويزبة
- بئر صابر/اكويزيبا
- عين الحاجة حلوة-جرجيس